# المزرعة (الساحل)
المزرعة هي بلدة عربية على الساحل بين عكا ونهاريا في شمال فلسطين، وهي من قرى الساحل الفلسطيني القليلة التي لم تهدّم ويشرد أهلها في حرب عام 1948.

## الموقع
تقع المزرعة بين عكا ونهاريا إلى الشرق من الطريق الساحلي السريع الذي يمتد على طول ساحل البحر الأبيض المتوسط، إلى الجنوب من أنقاض قرية الكابري الفلسطينية المدمرة.
كان للمزرعة مجلس محلي أسس عام 1896، وأدرجت القرية عام 1982 في المجلس الإقليمي الإسرائيلي "مطه أشر" [الإنجليزية]، ثم عاد لها مجلس محلي مستقل في عام 1996.

## تاريخ قرية المزرعة

### المزرعة في العصور الوسطى
عُرفت القرية قديمًا باسم الاسكندرونة.
استطاع ظاهر العمر السيطرة على مدينة عكا، وبعدها سيطر على قرية المزرعة بالإضافة للقرى المحيطة المحاذية للشاطئ شمالي مدينة عكّا.
ذُكرت قرية المزرعة عند الفرنجة، في العصور الوسطى ب "le Mezera" وقد بنوا فيها قلعة حصينة ما زالت بقاياها قائمة.
يَقسِم قرية المزرعة وادي "عمقا" وهو ما يُعرف باسم وادي "المجنونة" على بُعد 8 كم من مدينة عكا.
في قرية المزرعة بناء قديم أقامه بهاء الله، مؤسس الدين البهائيّ، كان يقضي فيه فترة الصيف. وقد سكن فيه بالإيجار بين السنوات 1877-1879 وبعدها انتقل للعيش في منزله في "البهجة".

#### المزرعة زمن الانتداب البريطانيّ
وفي زمن الانتداب البريطاني سكنت في القرية 30 عائلة، كان مصدر رزقهم الزراعة والعمل في معسكرات الجيش البريطانيّ.  في تموز 1938، فُرض على القرية والقرى المجاورة عقاب جماعيّ، بسبب اشتباكات مع يهود المنطقة.
طيلة أيام الحكم البريطانيّ لم يكن في  القرية مدرسة.
في قرية المزرعة مواقع أثريّة مثل معاصر الزيتون، مدفن، جسر يقاطع الوادي إلى الشمال. وبقايا حصن من العصور الوسطى.

##### استخدام الأراضي عام 1945[4]
| إستخدام الأراضي عام 1945 | \| نوعية المساحة المستخدمة \| فلسطيني (دونم)* \| يهودي (دونم)* \| \| مزروعة بالحمضيات \| 528 \| 209 \| \| مزروعة بالبساتين المروية \| 746 \| 885 \| \| مزروعة بالزيتون \| 680 \| 0 \| \| مزروعة بالحبوب \| 1,472 \| 2,561 \| \| مبنية \| 14 \| 89 \| \| صالح للزراعة \| 2,746 \| 3,655 \| \| بور \| 646 \| 257 \| |               |
| نوعية المساحة المستخدمة  | فلسطيني (دونم)* | يهودي (دونم)* |
| مزروعة بالحمضيات         | 528 | 209           |
| مزروعة بالبساتين المروية | 746 | 885           |
| مزروعة بالزيتون          | 680 | 0             |
| مزروعة بالحبوب           | 1,472 | 2,561         |
| مبنية                    | 14 | 89            |
| صالح للزراعة             | 2,746 | 3,655         |
| بور                      | 646 | 257           |

## السكان
عام 1922 بلغ عدد سكانها 218 نسمة، كلهم من المسلمين، وارتفع عدد السكان إلى 307 في عام 1931، و430 عام 1945، وبلغ عدد بيوتها الـ78 منزلا. كانت المزرعة واحدة من القرى القلائل التي لم تدمر في حرب عام 1948، واستعملها الصهاينة لنقطة لتجميع فلسطينيين مطرودين من قرى الزيب والبصة، وبذلك ارتفع عدد سكانها إلى 620 نسمة عام 1951. في عام 2019 بلغ عدد السكان 3929 نسمة.
عام 1922 بلغ عدد سكانها 218 نسمة، كلّهم من المسلمين، وفي الاستفتاء السّكانيّ عام 1922 كان عددهم يبلغ 218 نسمة. وكانوا موزّعين كالتّالي:                                     
|         | ذكور | إناث | المجموع |
| مسلمون  | 172  | 135  | 307     |
| مسيحيون | 3    | 2    | 5       |
| بهائيون | 4    | 4    | 8       |
| المجموع | 179  | 141  | 320     |

كان عدد البيوت حينها، 78 بيتًا، أمّا عام 1945 فارتفع العدد حتّى 430  عربيًّا منهم: 410 من المسلمين، 10 من المسيحيين و 10 من البهائيين وقد ارتفع العدد عام 1961 إلى 1060.

## المزرعة بعد ال1945
بعد إقامة دولة إسرائيل، أصبحت القرية خالية من السّكان، وقد انتقل للعيش فيها سكّان من قرى مُختلفة مثل البصّة، الغابسيّة، أم الفرج، كويكات، النهر، الزيب وغيرها.
حسب معطيات دائرة الإحصاء المركزية حتى نهاية 2019 يسكن في المزرعة 3930 نسمة (المرتبة 244 في تصنيف السلطات المحلية في البلاد. وقد ازداد عدد السكان بوتيرة زيادة سنوية بنسبة 2.5%. حسب معطيات دائرة الإحصاء المركزية حتى نهاية 2018 تصنّف المزرعة 4 من بين 10، حسب المؤشر الاجتماعيّ- الاقتصاديّ- اشكول. نسبة مستحقي شهادة إنهاء الثانوية (البجروت) من بين طلاب صفوف الثواني عشر في عام 2017-2018 كان 57%. معدل الأجر الشهري لأجير على مدار نهاية عام 2018 كان 5650 ش.ج (معدّل قطري: 9,640 ش.ج).
في عام 2021 بلغ عدد السّكان 4،078 منهم 4،065 من العرب،  وقد بلغ عدد الطّلّاب مُستحقّي شهادة البجروت  من بين طلّاب الثواني عشر بين السنوات (2020-2021) كان 87.9% ومعدّل الأجر الشهريّ للأجير خلال سنة 2019 كان 6,080 ش.ج.  
حسب مُعطيات المكتب المركزيّ للإحصاء حتّى نهاية آذار 2023 بلغ عدد سكّان المزرعة 4146 مواطنًا.

## السلطة في قرية المزرعة
حتّى عام 2000، كانت المزرعة تتبع للمجلس الاقليمي جعتون، أمّا عام 2000 فقد تقرّر إقامة مجلس محليّ في قرية المزرعة بعد انتخابات ديموقراطيّة وذلك بأمر من وزير الدّاخليّة، ومنذ ذلك الحين وهي تتبع لمجلسها المحليّ. واليوم يرأس المجلس فؤاد عوض.